# Teatar apsurda
Teatar apsurda je zajednički naziv za pokret unutar kazališta i djelimice unutar književnosti, koji se prvenstveno odigrava nakon Drugog svjetskog rata. Nerijetko je korišten stilski izražaj šoka u teatru apsurda da bi se naglasio absurd življenja, što se često svodilo na izjednačavanje s besmislom. Većina kazališnih djela je napisana na francuskom jeziku, a većina absurdista je djelovala u Parizu – iako nisu bili Francuzi. Glavnim predstavnicima teatra apsurda smatraju se Fernando Arrabal, Samuel Beckett, Jean Genet i Eugène Ionesco.
Među poznatijim kazališnim komadima vrijedno je spomenuti Beckettov U očekivanju Godota – u kojem se ništa ne događa – kao i Nosorog  i Ćelavu pjevačicu, oba Ionescova.